# Przepraszam, czy tu biją? (album)
Przepraszam, czy tu biją? – album zawierający muzykę filmową skomponowaną przez Piotra Figla do filmu kryminalnego Przepraszam, czy tu biją? z 1976 roku.

Muzyka zawarta na płycie to konglomerat potężnych funkowych tematów (w tym oryginalna, pierwotna wersja utworu Agent 008), z takimże brzmieniem sekcji dętej i z pulsującą gitarą basową. To wszystko sąsiaduje z delikatnymi bossa novami i harmoniami elektrycznego pianina Fender-Rhodes. Muzyka skomponowana przez Piotra Figla do filmu Przepraszam, czy tu biją? ma swoją premierę na tym krążku. Nagrania zostały zremasterowane z oryginalnych taśm z archiwum wrocławskiego Centrum Technologii Audiowizualnych CeTA, będącego spadkobiercą dorobku Wytwórni Filmów Fabularnych we Wrocławiu. W książeczce dołączonej do płyty znalazł się szkic na temat filmu i muzyki, a także fotosy z planu zdjęciowego.

## Lista utworów[1][2]
1. „Czołówka”
2. „Dyskoteka I”
3. „Konfrontacja I”
4. „Belus (Temat Belusa)”
5. „Dyskoteka II”
6. „Odejście Belusa”
7. „Motyw bez tytułu”
8. „Napad na bank”
9. „Belus plus Włoch”
10. „Konfrontacja II”
11. „Judo”
12. „Finał”
13. „Fortepian (To był świat w zupełnie starym stylu)” (bonus)
14. „Motyw bez tytułu (alternatywne zakończenie / alternate ending) ”(bonus)
15. „Napad na bank (wersja alternatywna / alternative version)” (bonus)

- Muzyka: Piotr Figiel, Urszula Sipińska (13)

## Wykonawcy[2]
- Piotr Figiel Ensemble
- Novi Singers

## Opracowanie[2]
- Michał Wilczyński – producent
- Anna Piontek – redakcja
- Łukasz Hernik – projekt graficzny
- Roman Sumik – zdjęcia
- Przemysław Pomarański – fotoedycja